# Gisbert von Ellerts
Gisbert von Ellerts (* 21. September 1875; † 26. September 1956 in Osnabrück, Niedersachsen) war ein preußischer Verwaltungsjurist und Landrat im Kreis Neisse (1912–1933).

## Leben
Gisbert von Ellerts aus dem Adelsgeschlecht Ellerts begann seinen beruflichen Werdegang im Jahr 1899 als Gerichtsreferendar und wurde 1905 zum Regierungsassessor befördert. 1910 wirkte er an der Regierung in Erfurt und wurde im Oktober 1912 zum Landrat im Kreis Neisse, Provinz Schlesien ernannt. Am 7. Juli 1933 wurde er in den einstweiligen Ruhestand versetzt.
Gisbert von Ellerts war ab 1906 mit Eleonore Sophie Maria Oktavie von Oriola (* 1884) verheiratet.